# Église Saint-Vaast de Carnoy
L'église Saint-Vaast de Carnoy est une église catholique située sur le territoire de la commune de Carnoy-Mametz, dans le département de la Somme, à l'est d'Amiens.

## Historique
On sait peu de chose sur la fondation d'une église à Carnoy, ce qui est sûr c'est que le chœur fut reconstruit en 1727.
L’ancienne église de Carnoy ayant été anéantie au cours de la Première Guerre mondiale, un nouveau lieu de culte fut reconstruit durant l'entre-deux-guerres sur les plans de l'architecte Gaston Castel.

## Caractéristiques

### Extérieur
L'église de Carnoy a été construite en brique sur un soubassement en pierre selon un plan basilical traditionnel, sans transept. Elle est de style néo-roman. Un clocher-tour quadrangulaire, au toit en flèche couvert d'ardoise, flanque la façade. Le portail, en arc en plein cintre, est surmonté d'une baie circulaire. Le chœur se termine par une abside à trois pans. La partie supérieure du mur extérieur est décorée d'une sorte de damier en brique et pierre. L'ensemble de l'édifice et son clocher sont renforcés par des contreforts.

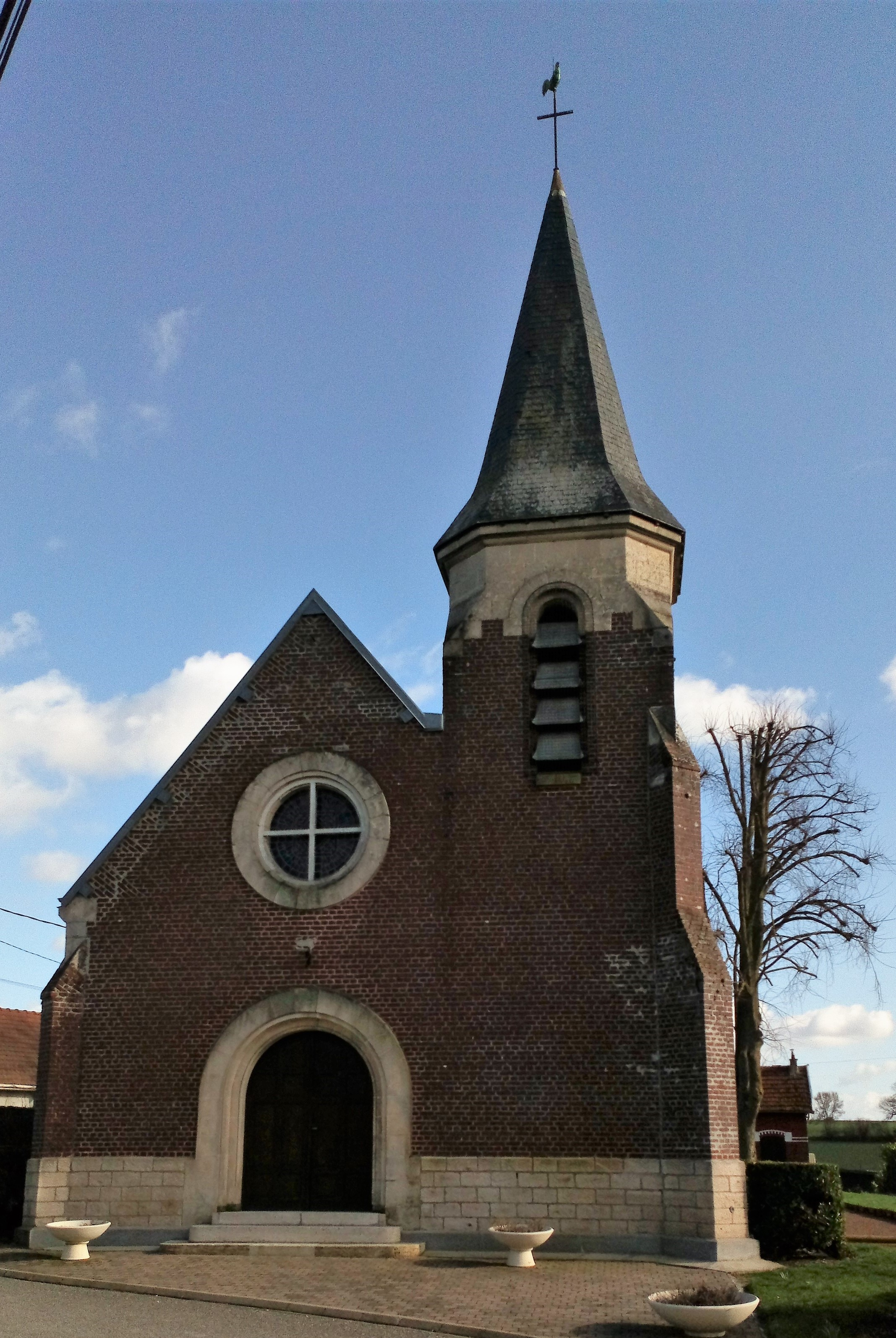
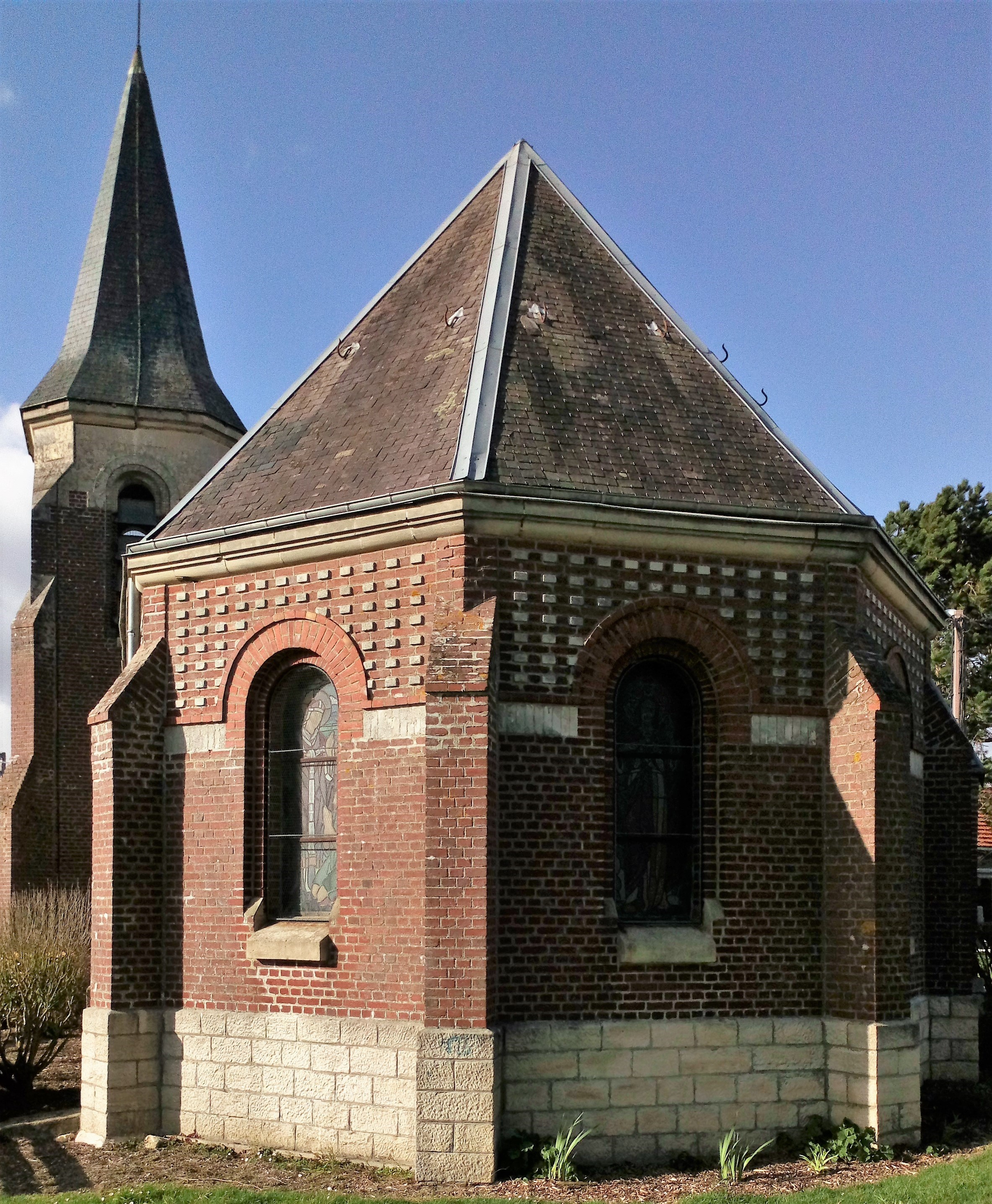
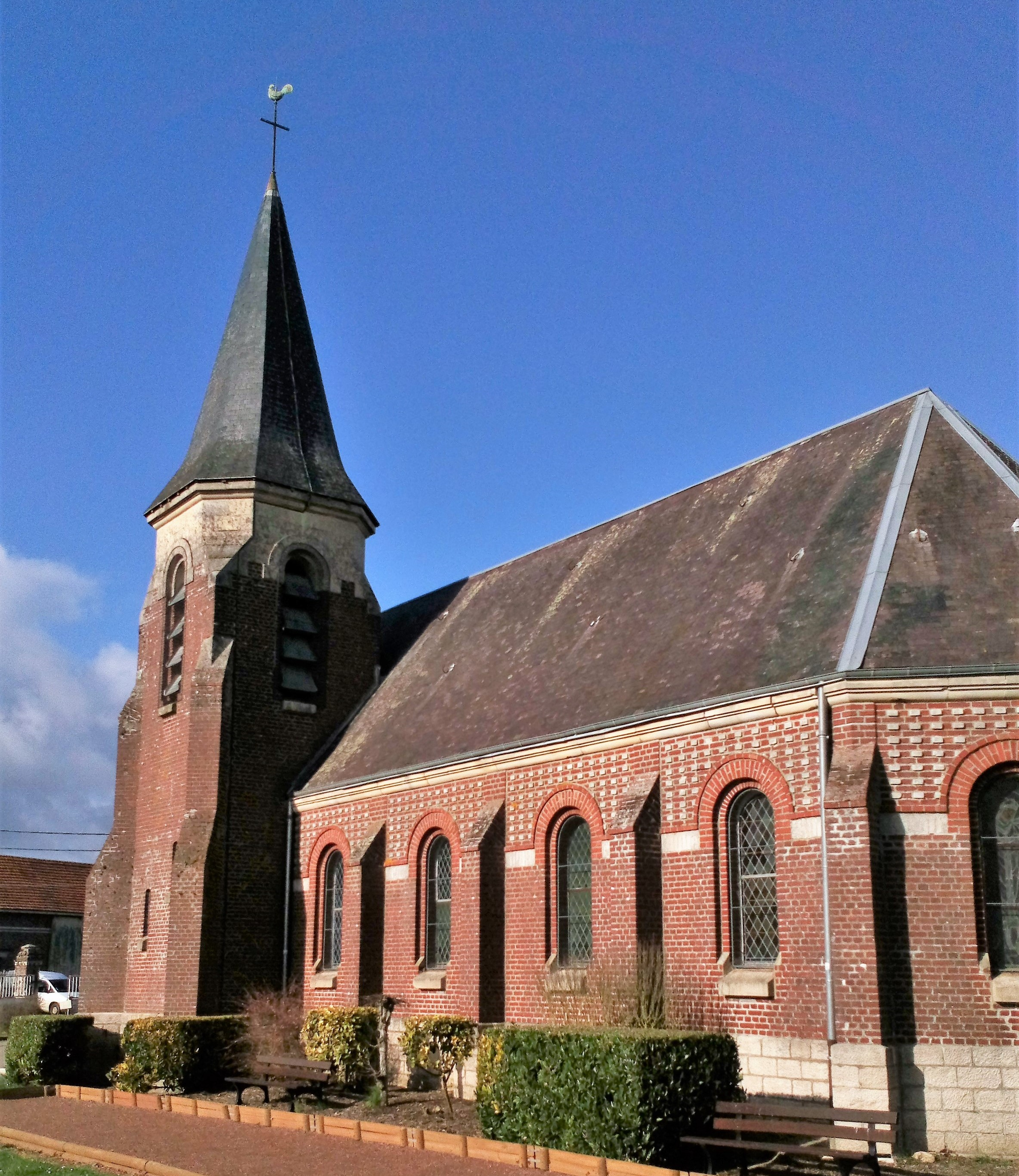

### Intérieur
À l'intérieur, le maître-autel en pierre blanche est décoré de mosaïque encadrant le tabernacle. L'antependium du maître-autel est décoré d'une mosaïque représentant la Mise au tombeau. Quatre personnages, au lieu des sept traditionnels, sont représentés autour du corps du Christ allongé dans un sarcophage : la Vierge Marie, l'apôtre Jean, Marie-Madeleine et Nicodème. L'autel est l'œuvre de l'architecte G. Castel et pour le décor de Gérard Ansart. Il est inscrit monument historique au titre d'objet depuis le 8 octobre 1996.